# Aoraki denticulata
Aoraki denticulata – gatunek kosarza z podrzędu Cyphophthalmi i rodziny Pettalidae.

## Opis
Drobny gatunek kosarza o ciele długości około 2 mm i krótkich nogach.

## Biotop
Gatunek ten bytuje w ściółce drzew liściastych.

## Podgatunki
Wyróżniono dwa podgatunki: 
- Aoraki denticulata denticulata (Forster, 1948)
- Aoraki denticulata major (Forster, 1952)

## Występowanie
Jak wszyscy przedstawiciele rodzaju jest endemitem Nowej Zelandii. Podgatunek nominatywny występuje na Wyspie Południowej, w regionach: Nelson, Marlborough i Buller, a A. d. major w rejonie Arthur’s Pass.